# Santo Antônio do Descoberto
Santo Antônio do Descoberto este un oraș în Goiás (GO), Brazilia.